# Emblyna completa
Emblyna completa là một loài nhện trong họ Dictynidae.
Loài này thuộc chi Emblyna. Emblyna completa được Ralph Vary Chamberlin & Willis J. Gertsch miêu tả năm 1929.